# Plattformismus
Plattformismus ist ein infolge der Machno-Bewegung entstandener Begriff für eine spezielle anarchistische Organisation. Er wurde 1926 in Paris von russischen Exilanten geprägt.
Eine plattformistische Organisation hat ein gemeinsames revolutionäres Programm und eine gemeinsame revolutionäre Strategie. Die Mitglieder müssen einer freiwilligen Selbstdisziplin zustimmen. Eine plattformistische Organisation ist eine Föderation, die auf direkter Demokratie basiert. Alle politischen Initiativen und Aktivitäten kommen von unten. Die Mitglieder können ihre eigenen Vorstellungen und Kritikpunkte zu allen Beschlüssen und Taktiken haben. Wenn sie diese jedoch außerhalb der Organisation verbreiten, müssen sie klarstellen, dass dies ihre eigenen Vorstellungen sind und nicht die der Organisation.

## Geschichte
Die Idee des Plattformismus entstand aus der Notwendigkeit, Außenstehenden ein deutliches Profil der anarchistischen Organisation bieten zu können, ohne die traditionellen Grundprinzipien der Anarchie Selbstbestimmung, Pluralismus und Direktdemokratie aufzugeben und sich von kommunistischen Parteien abzugrenzen, in denen die Leitung die Parteilinie vorgibt, der sich die Mitglieder anschließen müssen. Die Plattform entstand durch die Erfahrungen der russischen Anarchisten in der Oktoberrevolution von 1917, die schließlich zum Sieg der Parteidiktatur der Bolschewiki statt des Selbstmanagements der Arbeiter und der Landarbeiter führten. Die Plattform versuchte, diese Niederlage der anarchistischen Bewegung während der russischen Revolution zu erklären. Als umstrittene Flugschrift veröffentlichte die Plattform Lob und Kritik der Anarchisten weltweit. Die organisatorische Plattform der libertären Kommunisten wurde 1926 von der Dielo Trouda Gruppe (deutsch Sache der Arbeiter), einer Gruppe verbannter russischer Anarchisten in Frankreich geschrieben. Die Flugschrift ist eine Analyse der grundlegenden anarchistischen Überzeugung, der Vorstellung einer anarchistischen Gesellschaft und der Empfehlungen, wie eine anarchistische Organisation strukturiert werden sollte. Die vier Hauptgrundregeln, durch die eine anarchistische Organisation entsprechend der Plattform funktionieren sollte, sind ideologische Einheit, taktische Einheit, Kollektivtätigkeit und Disziplin sowie Föderalismus, ähnlich dem südamerikanischen Especifismo.

## Die Plattform heute
Obwohl der Plattformismus einen schwierigen Start hatte, da viele bekannte Anarchisten ihn als den Versuch bezeichneten, den Anarchismus zu „bolschewisieren“ und parteiähnlich zu organisieren, gibt es heute noch einige Gruppen, die sich auf diese anarchistische Strömung berufen. Plattformistische Gruppen sind etwa Workers Solidarity Movement in Irland, Common Struggle in den USA und Kanada, AWSM (Aotearoa Workers Solidarity Movement) in Neuseeland, OCL (Organización Comunista Libertaria) in Chile, OAE in Griechenland, AKI in der Türkei, OSL (Organización Socialista Libertaria) in Argentinien, FdCA (Federazione dei Comunisti Anarchici) in Italien, Coletivo pró Organização Anarquista em Goiás in Brasilien, Grupo Qhispikay Llaqta in Peru, ACL (Alianza Comunista Libertaria) in Mexiko und ZACF (Zabalaza Anarchist Communist Federation) in Südafrika.
2018 gründete sich eine Initiative die plattform für den deutschsprachigen Raum.